# 大菩提寺
大菩提寺（だいぼだいじ）は岐阜県養老郡養老町にある臨済宗妙心寺派の寺院で、山号は養老山。西美濃三十三霊場24番札所である。

## 歴史
昭和3年(1928年)に彦根市の石頭山千手寺が祀っていた聖観音菩薩像を本尊として創建された。本尊は後に信者の毛髪を10万人分以上集めて織り上げた如意輪観音像に変わった。創建当初は大悲閣と称していたが、昭和28年に大菩提寺と改める。旧本尊の聖観音像と所蔵する曼荼羅が養老町の文化財として登録されている。